# Sock
"Sock" es una expresión que, literalmente, significa acción rápida o violenta, y que se aplicó, especialmente en la época del jazz tradicional y el Swing a una determinada forma de ejecutar los temas, potente y arrolladora (Sock Style).
En este mismo sentido, se aplicaba a las partes más potentes de los temas hot, cuando todos los solistas abordaban el ciclo (chorus) final, llamado por eso sock chorus. Para darle más potencia a esta interpretación, los  baterías (Gene Krupa, Chick Webb...) marcaban fuertemente los pulsos débiles (off beats) con uno de los platillos, llamado precisamente sock cymbal (aunque a veces se hacía también con el hi hat).